# Frank Bergengren
Frank Bergengren, född 2 november 1916 i Stockholm, död där 1 mars 1997, var en svensk konstnär. 
Han var son till direktören Nils Bergengren och Charlotte Pallier och gift med Sara Fernanda "Bitten" Eriksson (född Wold). Bergengren var som konstnär autodidakt och bedrev studier under resor. Tillsammans med Olle Ericson ställde han ut i Rålambshofs konstsalong 1948, och han medverkade i samlingsutställningar i Kramfors och på Lidingö. Hans konst består av figurer och landskap i olja, pastell, gouache och vaxkrita ofta i ett karakteristiskt långsmalt format. Som illustratör har han tecknat bokomslag samt illustrationer för olika tidskrifter, bland annat illustrerade han Alvar Zetterquists Kriminalchefen berättar. Som tecknare använde han signaturen Frank.